# AFL sezona 1967.
AFL sezona 1967. je bila osma po redu sezona AFL lige američkog nogometa. Završila je 31. prosinca 1967. utakmicom između pobjednika zapadne divizije Oakland Raidersa i pobjednika istočne divizije Houston Oilersa u kojoj su pobijedili Raidersi rezultatom 40:7 i tako osvojili svoj prvi naslov prvaka AFL-a. Dva tjedna kasnije, Raidersi su u Super Bowlu II bili poraženi od prvaka NFL lige Green Bay Packersa rezultatom 33:14.

## Poredak po divizijama na kraju regularnog dijela sezone
| Istočna divizija |     |     |     |      |     |     |
| Momčad           | Pob | Por | Ner | %    | P+  | P-  |
| Houston Oilers*  | 9   | 4   | 1   | 69.2 | 258 | 199 |
| New York Jets    | 8   | 5   | 1   | 61.5 | 371 | 329 |
| Buffalo Bills    | 4   | 10  | 0   | 28.6 | 237 | 285 |
| Miami Dolphins   | 4   | 10  | 0   | 28.6 | 219 | 407 |
| Boston Patriots  | 3   | 10  | 1   | 23.1 | 280 | 389 |

| Zapadna divizija   |     |     |     |      |     |     |
| Momčad             | Pob | Por | Ner | %    | P+  | P-  |
| Oakland Raiders*   | 13  | 1   | 0   | 92.9 | 468 | 233 |
| Kansas City Chiefs | 9   | 5   | 0   | 64.3 | 408 | 254 |
| San Diego Chargers | 8   | 5   | 1   | 61.5 | 360 | 352 |
| Denver Broncos     | 3   | 11  | 0   | 21.4 | 256 | 409 |

Napomena: * - ušli u doigravanje, % - postotak pobjeda, P± - postignuti/primljeni poeni

## Doigravanje

### Prvenstvena utakmica AFL-a
- 31. prosinca 1967. Oakland Raiders - Houston Oilers 40:7

### Super Bowl
- 14. siječnja 1968. Oakland Raiders - Green Bay Packers 14:33

## Nagrade za sezonu 1967.
- Najkorisniji igrač (MVP) - Daryle Lamonica, quarterback, Oakland Raiders

## Statistika po igračima
- Najviše jarda dodavanja: Joe Namath, New York Jets - 4007
- Najviše jarda probijanja: Jim Nance, Boston Patriots - 1216
- Najviše uhvaćenih jarda dodavanja: Don Maynard, New York Jets - 1434